# Чага (языки)
Чага (чагга, джага, кичагга) — группа языков банту на северо-востоке Танзании (окрестностях горы Килиманджаро) и в соседних районах Кении. Численность 1,8 млн чел. (2006, оценка).
По классификации М. Гасри имеет индекс Е.60 (по Ethnologue — E.30). На этих языках говорит народ джагга.
Включает следующие языки и диалекты:
- E61: рва (руа, рво, меру)
- E62: язык чага (или кластер близкородственных языков):
  - E62a: моши (мочи, хай, моси)
  - E62a: мачаме (машами, мачамбе, чага-кимашами)
  - E62b: вунджо (марангу, чага-кивунджо)
  - E62c: ромбо (усери)
- E65: гвено
- E63: руша
- E64: кахе